# Кивиок (спутник)
Кивиок (лат. Kiviuq) (первоначально S/2000 S 5) — естественный нерегулярный спутник Сатурна. Открыт 7 августа 2000 года астрономом Бреттом Глэдманом. В августе 2003 года официально получил название в честь воина и героя Кивиока из эскимосской мифологии.
Спутник имеет диаметр около 16 км, полный оборот вокруг Сатурна совершает за 449,22 дня. Среднее расстояние от Сатурна до Кивиока составляет 11110 тыс. км. (11 110 000 км.). Наравне с спутниками Сиарнак, Иджирак, Палиак и Таркек входит в эскимосскую группу спутников Сатурна. Кивиок имеет большую амплитуду светимости. Из-за этого были выдвинуты версии, что Кивиок очень вытянут или даже является возможным контактно-двойным объектом.